# Malevy Leons
Malevy Leons, född 23 september 1999 i Ĳmuiden, är en nederländsk professionell basketspelare (PF) som spelar för Oklahoma City Thunder i National Basketball Association (NBA).
Han har också spelat som proffs i Nederländerna.
Leons blev aldrig NBA-draftad.
Han har också studerat vid Bradley University och spelade samtidigt för universitetets idrottsförening Bradley Braves.